# 李應壽
李應壽（?—?），山東省棲霞縣人，清朝政治人物、進士出身。
光緒三十年，會試第124名；殿試登進士三甲第87名，后分發為知縣。